# Julian Le Play
Julian Le Play, pseudonimo di Julian Heidrich (Vienna, 27 giugno 1991), è un cantante austriaco.

## Biografia
Julian Le Play si è fatto conoscere col primo album in studio, intitolato Soweit Sonar e prima top five del cantante nella Ö3 Austria Top 40. È stato premiato nella categoria pop/rock agli annuali Amadeus Awards.
Al primo LP hanno fatto seguito i dischi Melodrom (certificato oro dalla IFPI Austria; 2014), Zugvögel (oro; 2016), Tandem (2020) e Tabacco (2023), tutti e quattro classificatisi nella top ten della classifica nazionale.

## Discografia

### Album in studio
- 2012 – Soweit Sonar
- 2014 – Melodrom
- 2016 – Zugvögel
- 2020 – Tandem
- 2023 – Tabacco

### Singoli
- 2010 – Australian Gate
- 2012 – Mr. Spielberg
- 2012 – Philosoph
- 2013 – Der Wolf
- 2014 – Mein Anker
- 2014 – Rollercoaster
- 2014 – Wir haben noch das ganze Leben
- 2016 – Hand in Hand
- 2017 – Tausend bunte Träume
- 2019 – Millionär
- 2021 – Hellwach (con Toksi)
- 2022 – Rauschen
- 2022 – Urlaub
- 2022 – Flugzeug aus Papier
- 2023 – Porzellan
- 2023 – Schlafwandler
- 2024 – Nirvana